# ジュニアモデル
ジュニアモデルとは、小中学生向けファッション雑誌専属で、おおむね10代前半から17歳くらいのモデルのことを指す。同じ意味で「ローティーンモデル」「ティーンズモデル」という言葉もよく使われている。

## 活動
- 主な活動は小中学生向け雑誌 「ニコラ」、「ラブベリー」、「ピチレモン」、「Hana*chu→」、「ニコプチ」などの専属モデルとしての活動である。
- ティーン向けのカタログのモデルとして活動していることもある[1]。
- 地方在住のモデルもいる[2]。
- 撮影は主に土日に行われる。
- CM、ドラマ、映画などで活躍していることも多い。

## デビュー
- 素人を対象としたティーン雑誌の専属モデルオーディションでグランプリをとってデビューすることが多い。
- ニコラは6、7月号で募集、ラブベリーは12、1月号で募集することが多い。
- モデルオーディションの応募資格は以下のようになっている。
  - 「10〜15歳（中3）までの女のコ」[3]
  - 「身長150cm以上」[3]
  - 「国籍、居住地は問いません」[3]
  - 「プロダクション（モデル、芸能事務所)や劇団に所属していないこと」[3]
※これはニコラモデルオーディションの応募資格であるが、他誌もほぼ同じである。
選考方法は各誌異なる。
- 専属モデルオーディションが近くなるとその雑誌や『De☆View』、『Audition』などのオーディション雑誌などで紹介される。
- 有望なら事務所経由でモデルになることもある。
- デビューする年齢は、おおむね11〜14歳くらいが多い。

## 芸能事務所
ジュニアモデルが所属している芸能事務所は大手事務所からモデル事務所など多岐にわたる。中でも若手の育成に力を入れているスターダストプロモーション所属が多い。

### 一覧
下記はジュニアモデルを多く抱えている芸能事務所。
- スターダストプロモーション
- オスカープロモーション
- アミューズ
- 研音
- タンバリンアーティスツ
- ディスカバリー・エンターテインメント
- 先駆舎
- エイベックス・エンタテインメント
- スウィートパワー
- エヴァーグリーン・エンタテイメント
- ヴィジョンファクトリー
- レプロエンタテインメント
- LDH
- イトーカンパニー